# اوبیراتان پریرا ماکیل
اوبیراتان پریرا ماکیل (انگلیسی: Ubiratan Pereira Maciel; ۱۸ ژانویهٔ ۱۹۴۴ – ۱۷ ژوئیهٔ ۲۰۰۲) بازیکن بسکتبال اهل برزیل بود.
وی در مسابقات کشوری و بین‌المللی در مجموع برندهٔ ۶ مدال طلا، ۲ مدال نقره، ۵ مدال برنز شده‌است.